# Güterkraftverkehr
Der gewerbliche Güterkraftverkehr ist der Güterverkehr auf der Straße. In Deutschland unterliegt er dem Güterkraftverkehrsgesetz (GüKG). Er wird mit Kraftfahrzeugen, wie zum Beispiel LKW über 3,5 Tonnen zulässigem Gesamtgewicht, sowohl national als auch international mit allen Arten von Gütern durchgeführt. Seit dem 4. Dezember 2011 gilt dafür die Verordnung (EG) 1071/2009 des Europäischen Parlaments und des Rates vom 21. Oktober 2009 zur Festlegung gemeinsamer Regeln für die Zulassung zum Beruf des Kraftverkehrsunternehmers.

## Definition des gewerblichen Güterkraftverkehrs (GKV)

Organigramm zur Aufteilung des Güterkraftverkehrs

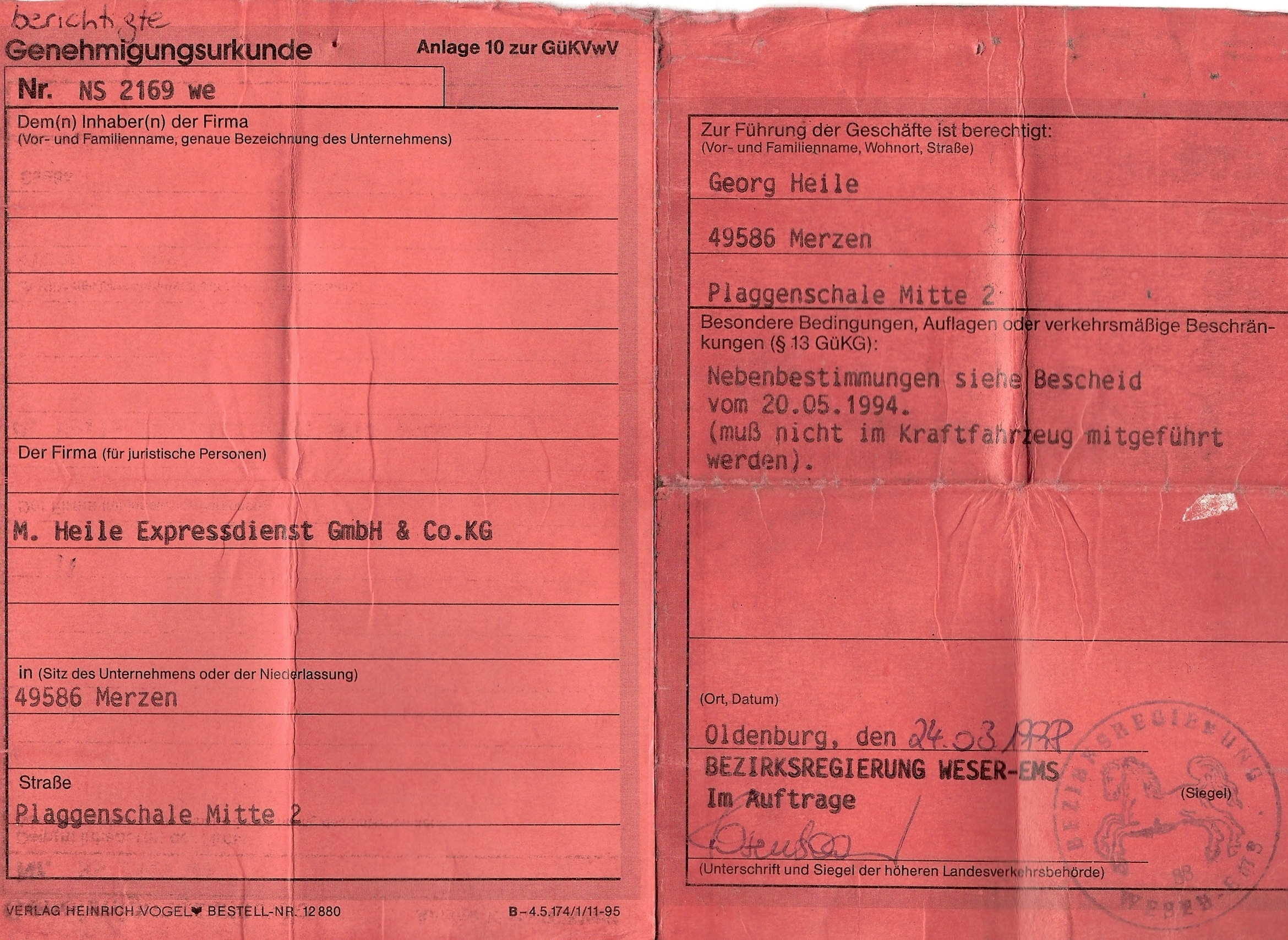
Genehmigung für den Güterfernverkehr bis ca. 1993

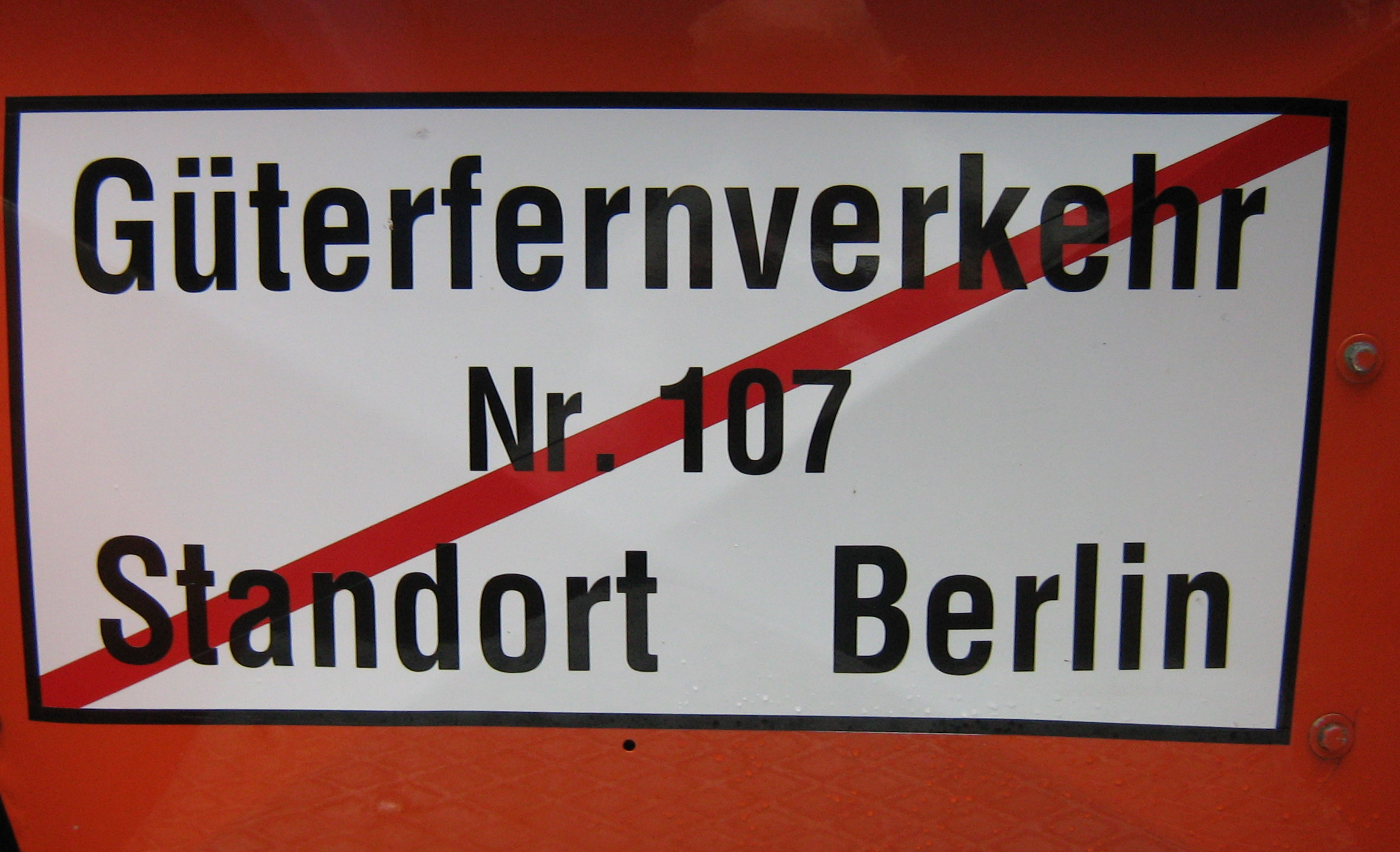
Tafel an LKW für gewerblichen Güterfernverkehr wurden mit rotem Diagonalstrich markiert

Gewerblicher Güterkraftverkehr ist die entgeltliche oder geschäftsmäßige Beförderung von Gütern mit Kraftfahrzeugen, welche einschließlich Anhänger ein höheres zulässiges Gesamtgewicht (zGG) als 3,5 Tonnen haben. Dazu müssen je nach Frachtauftrag und Art der Beförderung zu einem bestimmten entfernten Ort viele Dokumente mitgeführt werden.
Der Güterkraftverkehr wird in die folgenden Bereiche unterteilt:
- Nationaler Güterverkehr innerhalb von Deutschland oder Güternahverkehr in einer bestimmten Entfernung sowie bei täglichen Touren.
- Internationaler Güterverkehr oder auch Grenzüberschreitender Güter-Fernverkehr.
- Werkverkehr
- Kabotageverkehr.

### Nationaler Verkehr, Binnenverkehr
Man spricht von nationalem Verkehr, wenn die Belade- und Entladestelle innerhalb der Grenzen Deutschlands liegen. Für diese Art von Güterverkehr wird eine Berufszugangsvoraussetzung als Erlaubnis und eine nationale Genehmigung benötigt.

### Internationaler Verkehr (Grenzüberschreitender Verkehr)
Beim internationalen Verkehr befinden sich die Beladestelle und die Entladestelle in verschiedenen Nationalstaaten. Für diese Art von Güterverkehr wird eine Genehmigung der Europäischen Union benötigt, zum Beispiel eine EU-Lizenz oder eine CEMT-Genehmigung.

### Werkverkehr
Werkverkehr ist Güterkraftverkehr für eigene Zwecke eines Unternehmens, wenn folgende Voraussetzungen erfüllt sind:
1. Die beförderten Güter müssen Eigentum des Unternehmens oder von ihm verkauft, gekauft, vermietet, gemietet, hergestellt, erzeugt, gewonnen, bearbeitet oder instand gesetzt worden sein.
2. Die Beförderung muss mit der Anlieferung der Güter zum Unternehmen, ihrem Versand vom Unternehmen, ihrer Verbringung innerhalb oder – zum eigenen Gebrauch – außerhalb des Unternehmens dienen.
3. Die für die Beförderung verwendeten Kraftfahrzeuge müssen vom eigenen Personal des Unternehmens geführt werden. Im Krankheitsfall ist es dem Unternehmen gestattet, sich für einen Zeitraum von bis zu vier Wochen anderer Personen zu bedienen. Mit der Novellierung des Güterkraftverkehrsgesetzes (GüKG), die zum Jahresende 2011 in Kraft trat, wurde diese Beschränkung aufgehoben. Das Gesetz erlaubt es den Unternehmen, jetzt auch Fahrer einzusetzen, die „dem Unternehmen im Rahmen einer vertraglichen Verpflichtung zur Verfügung gestellt worden“ sind.
4. Die Beförderung darf nur eine Hilfstätigkeit im Rahmen der gesamten Tätigkeit des Unternehmens darstellen.

Der Werkverkehr benötigt keine Lizenz und ist somit lizenzfrei. Das Unternehmen muss lediglich alle Fahrzeuge, welche im Werkverkehr betrieben werden, dem Bundesamt für Güterverkehr (BAG) melden. Sinnvoll ist es, eine entsprechende Bescheinigung über den Werkverkehr in jedem Fahrzeug mitzuführen. Vorgeschrieben ist dies jedoch nicht.

## EU-Lizenz und Kabotageverkehr

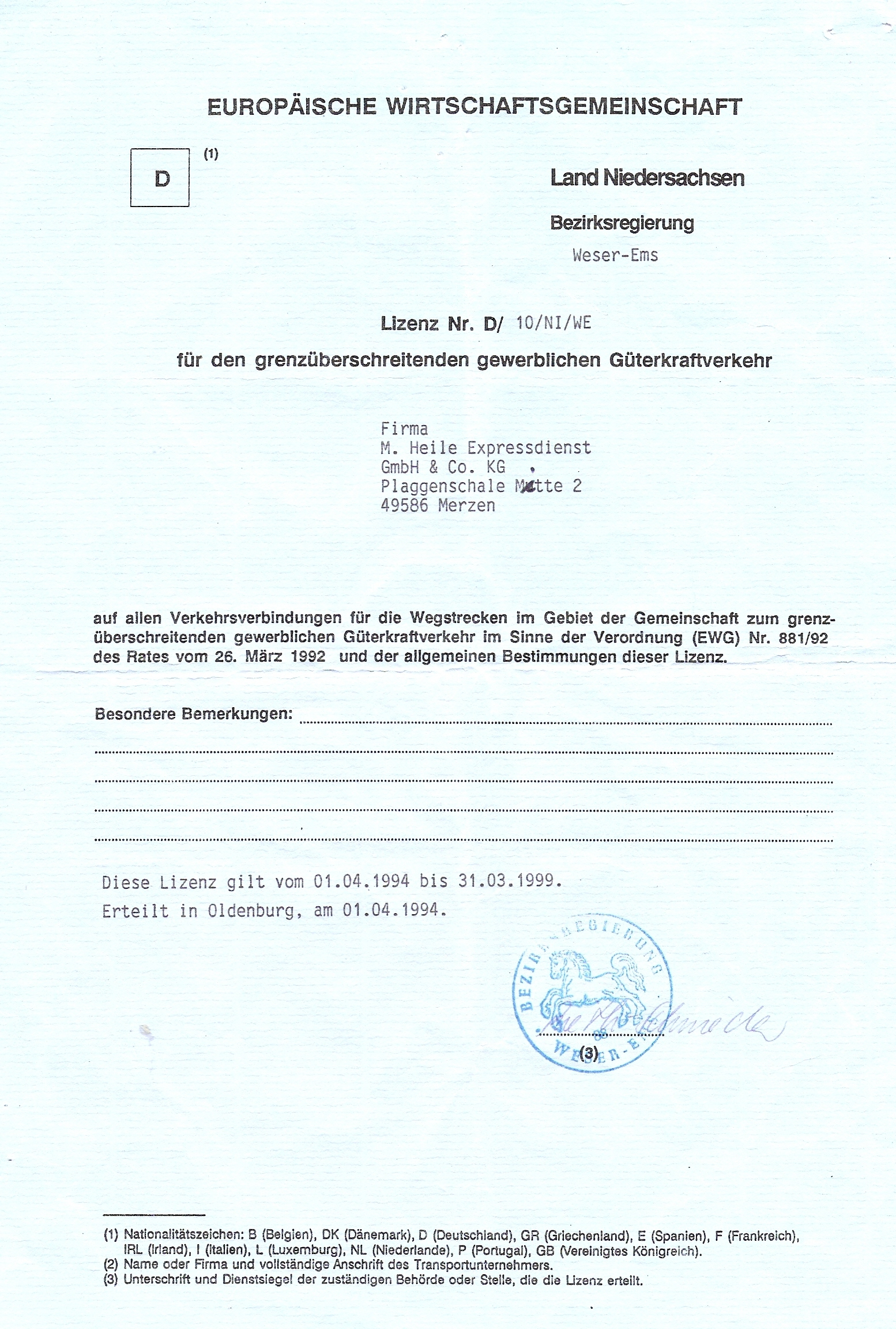
Deutsche EWG-Lizenz von 1994

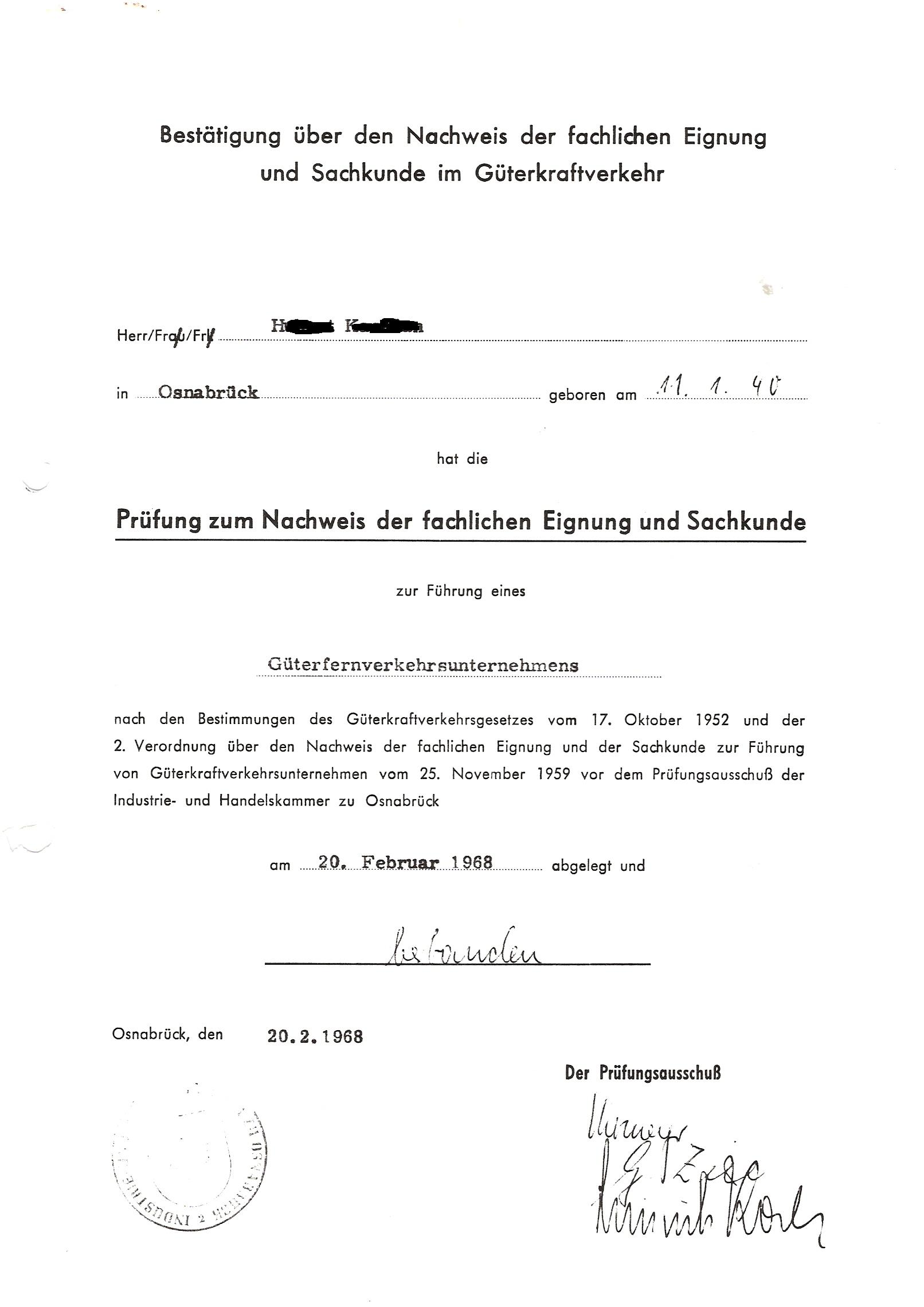
Nachweis über die fachliche Eignung und Sachkunde, 1968

Die EU-Gemeinschaftslizenz (Genehmigung) wird für die Beförderung innerhalb der EU beziehungsweise durch fremde Gebiete wie die EWR-Staaten benötigt und berechtigt ebenfalls unter bestimmten Bedingungen zum Kabotageverkehr. Transportbetriebe dürfen keine Briefkastenfirmen unterhalten, sondern sind verpflichtet, im EU-Niederlassungsland einen Firmensitz mit Verwaltungsbüro und ein Transportzentrum zu unterhalten. Ein Elektronikregister wird die Rechtsverstöße und Strafen der Transportunternehmen festhalten und die Unionsländer werden die Daten im Bedarfsfall untereinander austauschen. Ein Kabotageverkehr von Transportunternehmen aus den Drittstaaten ist nicht erlaubt.
Die EU-Lizenz wird als Erlaubnis zum gewerblichen Gütertransport befristet für einen Zeitraum von bis zu zehn Jahren erteilt. Danach wird die Lizenz in entsprechenden Zeiträumen verlängert (Art. 4 Abs. 2 Verordnung EG Nr. 1072/2009). Es bedarf jeweils einer zusätzlichen oder neuen beglaubigten Abschrift, die fortlaufend eine Nummer erhält.
Der Einsatz von Mietfahrzeugen ist hierbei grundsätzlich möglich. Gebietsansässige Unternehmen können Mietfahrzeuge aus EU/EWR-Staaten und Drittstaaten einsetzen.
EU/EWR-Staaten dürfen nur Mietfahrzeuge einsetzen, welche in einem beliebigen anderen Staat der EU/EWR zugelassen sind.

## Erlaubnispflicht
Wer als Unternehmer mit Sitz in Deutschland gewerblichen Güterverkehr betreiben will, muss hierfür eine behördliche Erlaubnis haben, soweit sich nicht aus dem unmittelbar geltenden europäischen Gemeinschaftsrecht etwas anderes ergibt (§ 3 GüKG). Wer eine Gemeinschaftslizenz nach Artikel 3 der Verordnung (EG) 1071/2009 (vorher Verordnung (EWG) Nr. 881/92) hat, bedarf keiner weiteren Erlaubnis durch deutsche Behörden (§ 5 GüKG).

### Voraussetzungen für die Erlaubniserteilung
Für die Erlaubniserteilung müssen die folgenden Berufszugangsvoraussetzungen gegeben sein:
1. Persönliche Zuverlässigkeit: Der Unternehmer oder die zur Führung der Güterkraftverkehrsgeschäfte bestellte Person müssen die Gewähr dafür bieten, dass das Unternehmen den gesetzlichen Bestimmungen entsprechend geführt wird und die Allgemeinheit bei dem Betrieb des Unternehmens vor Schäden oder Gefahren bewahrt bleibt.
2. Finanzielle Leistungsfähigkeit: Das Unternehmen muss die zur Aufnahme und ordnungsgemäßen, insbesondere verkehrssicheren Führung des Unternehmens erforderlichen finanziellen Mittel verfügen.
3. Fachliche Eignung: Der Unternehmer oder die zur Führung der Güterkraftverkehrsgeschäfte bestellte Person müssen über die zur Führung des Unternehmens erforderlichen Fachkenntnisse verfügen.

Der Transportunternehmer muss die o. g. Berufszugangsvoraussetzungen dauerhaft erfüllen. Wird nur eine der drei Voraussetzungen (finanzielle Leistungsfähigkeit, Fach- und Sachkunde, sowie persönliche Zuverlässigkeit) nicht mehr richtig erfüllt, wird die Erlaubnis zum Ausüben als Güterkraftverkehrsunternehmer und die EU-Lizenz widerrufen und sofort eingezogen.

## Zollverfahren beim Güterkraftverkehr
Waren und Güter müssen beim grenzüberschreitenden Verkehr unter Umständen verzollt werden. Für den Handel zwischen den Mitgliedstaaten der Europäischen Union und des Europäischen Wirtschaftsraums besteht Zollfreiheit (Europäische Zollunion). Bei der grenzüberschreitenden Beförderung von Waren in der Europäischen Union ist ein einheitliches Zollverfahren für Zölle, Verbrauchsteuern, Mehrwertsteuern und anderen Abgaben. Die Verzollung der Waren wird dabei im Ausgangsland vorgesehen, das heute weitgehend mit Hilfe des Internets durchgeführt wird („Automatisiertes Tarif- und Lokales Zoll-Abwicklungs-System“ ATLAS, „New Computerized Transit System“ NCTS).
Bevor im Juni 1990 das Schengener Abkommen in Kraft trat, gab es in der Europäischen Union an den Grenzen Schlagbäume. Die Fernfahrer mussten erheblich zeitaufwendige, bürokratische Kontrollen auf sich nehmen, die den Güterkraftverkehr zum Teil sehr stark behinderten und dadurch die Fracht verteuerten. Die Wartezeiten an den Grenzen betrugen in Westeuropa oft weitere zwei bis vier Stunden, ehe sie abgefertigt wurden, trotz der schon im Ausgangsland erfolgten Zollabfertigung der Waren und ihrer Verplombung. An jeder Grenze mussten die Zollpapiere erneut zeitaufwendig vorgezeigt werden. Die zollamtlichen Verfahren wurden ab 1993 an den EU-Grenzen innerhalb der Schengen-Staaten beseitigt und nun mit Hilfe der Zoll-Abwicklungs-Systeme „ATLAS“ und „NCTS“ bei den Be- und Entladestellen erledigt.

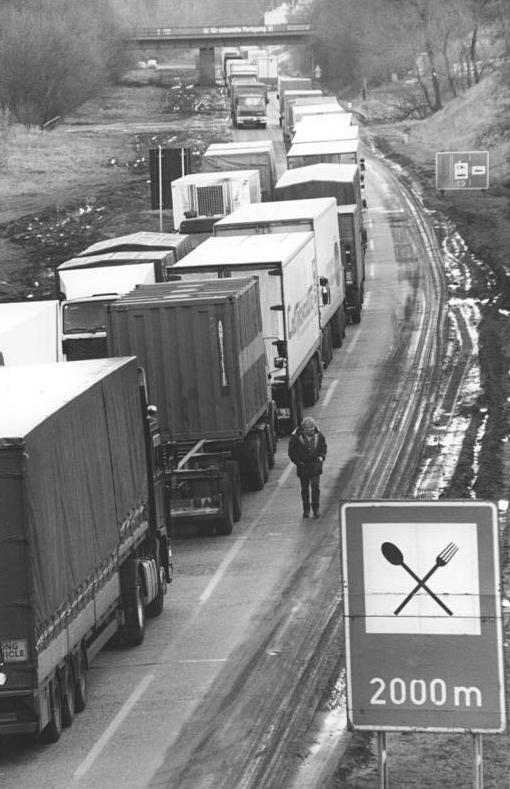
LKW-Stau vor Grenze Frankfurt (Oder)
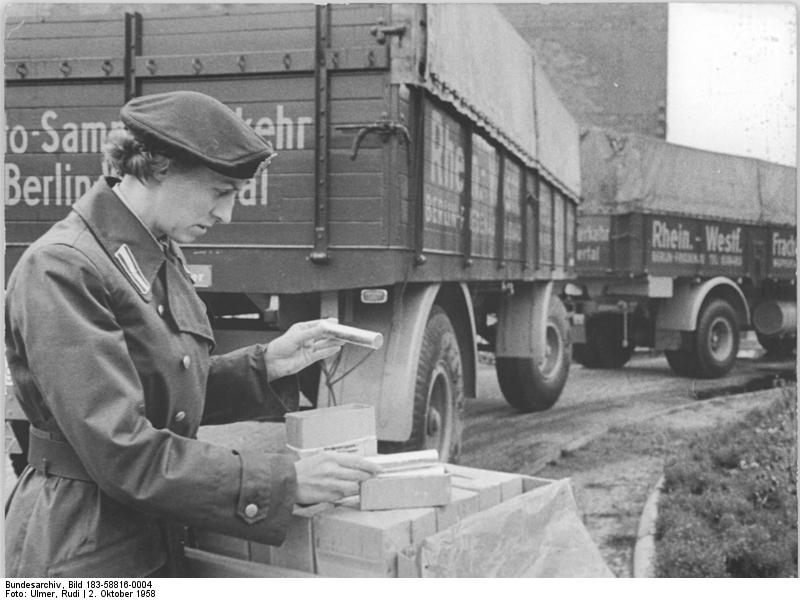
Transit-Kontrolle nach West-Berlin
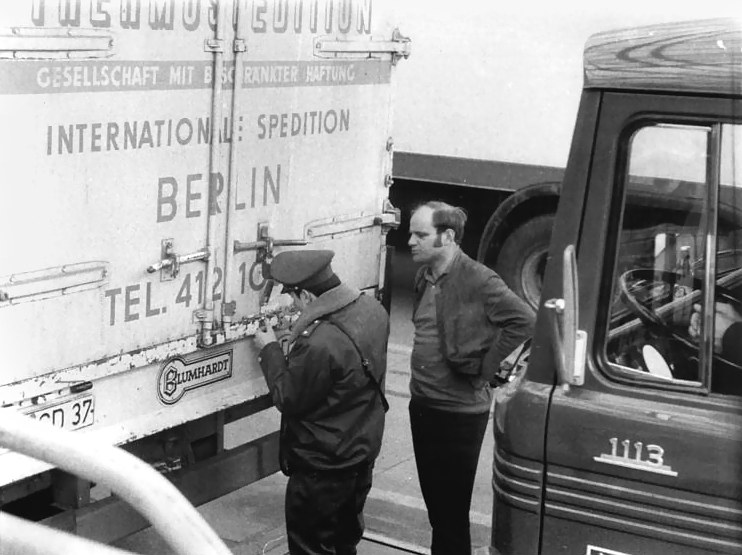
Verschluss einer Zollplombe an der Grenze
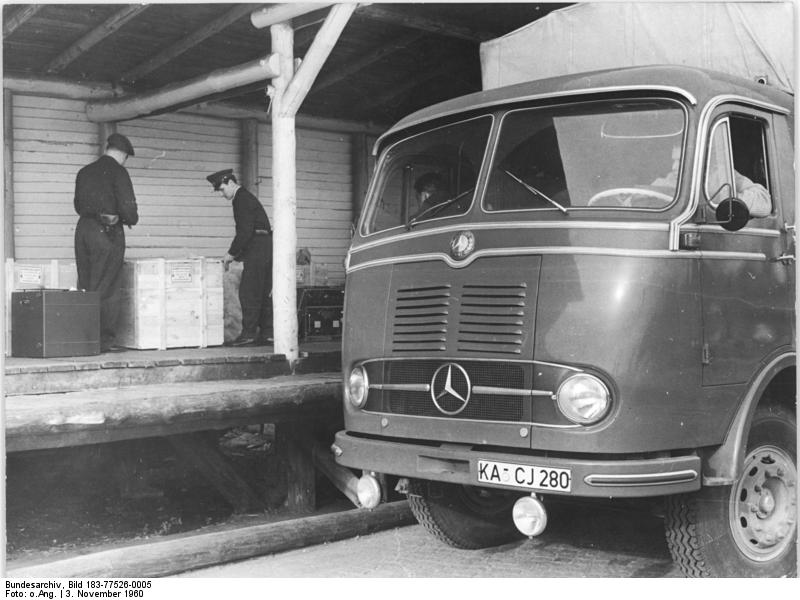
Typische Grenz-Rampe für Zollkontrolle
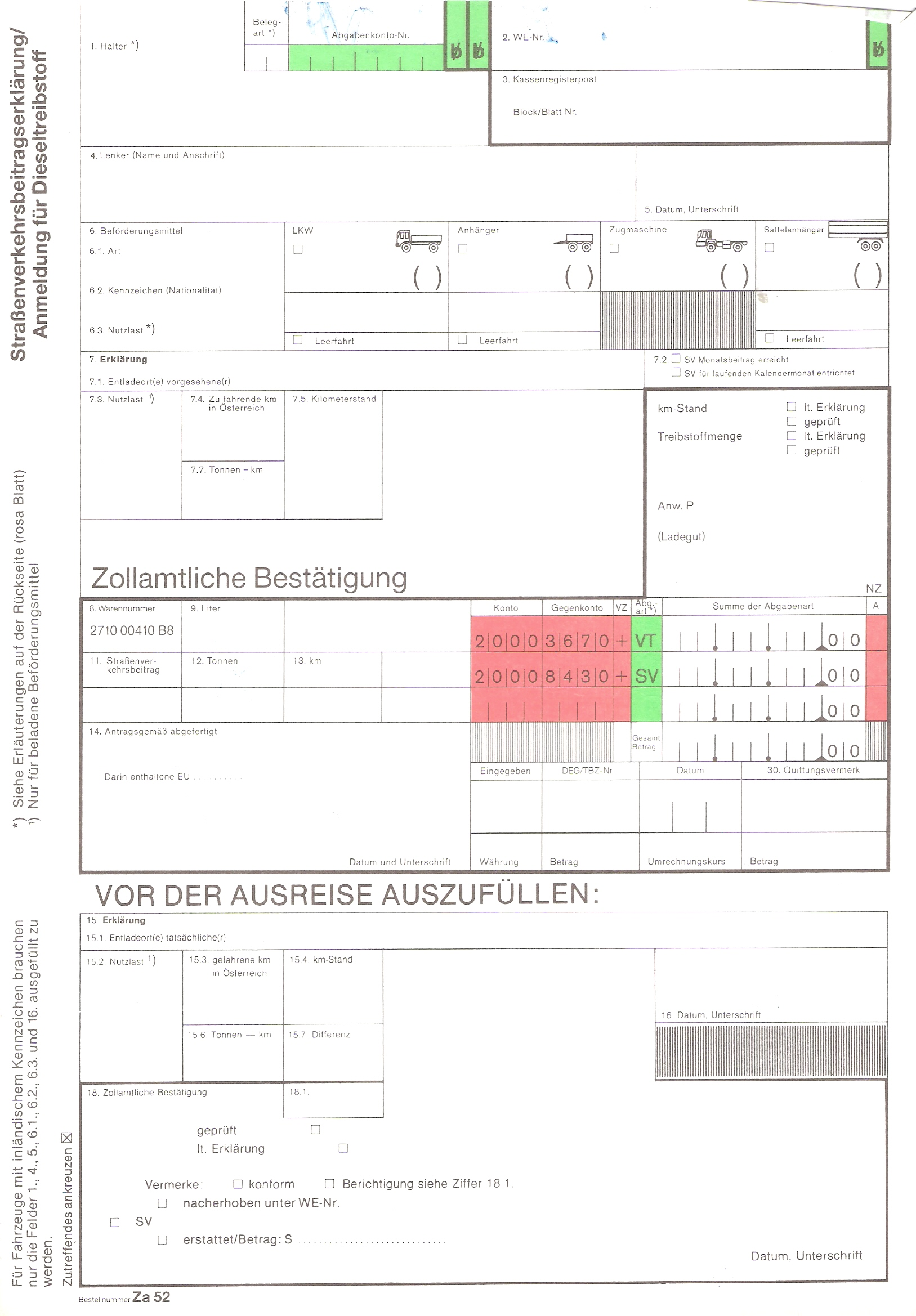
LKW Tankschein wegen Diesel-Steuer bis 1993
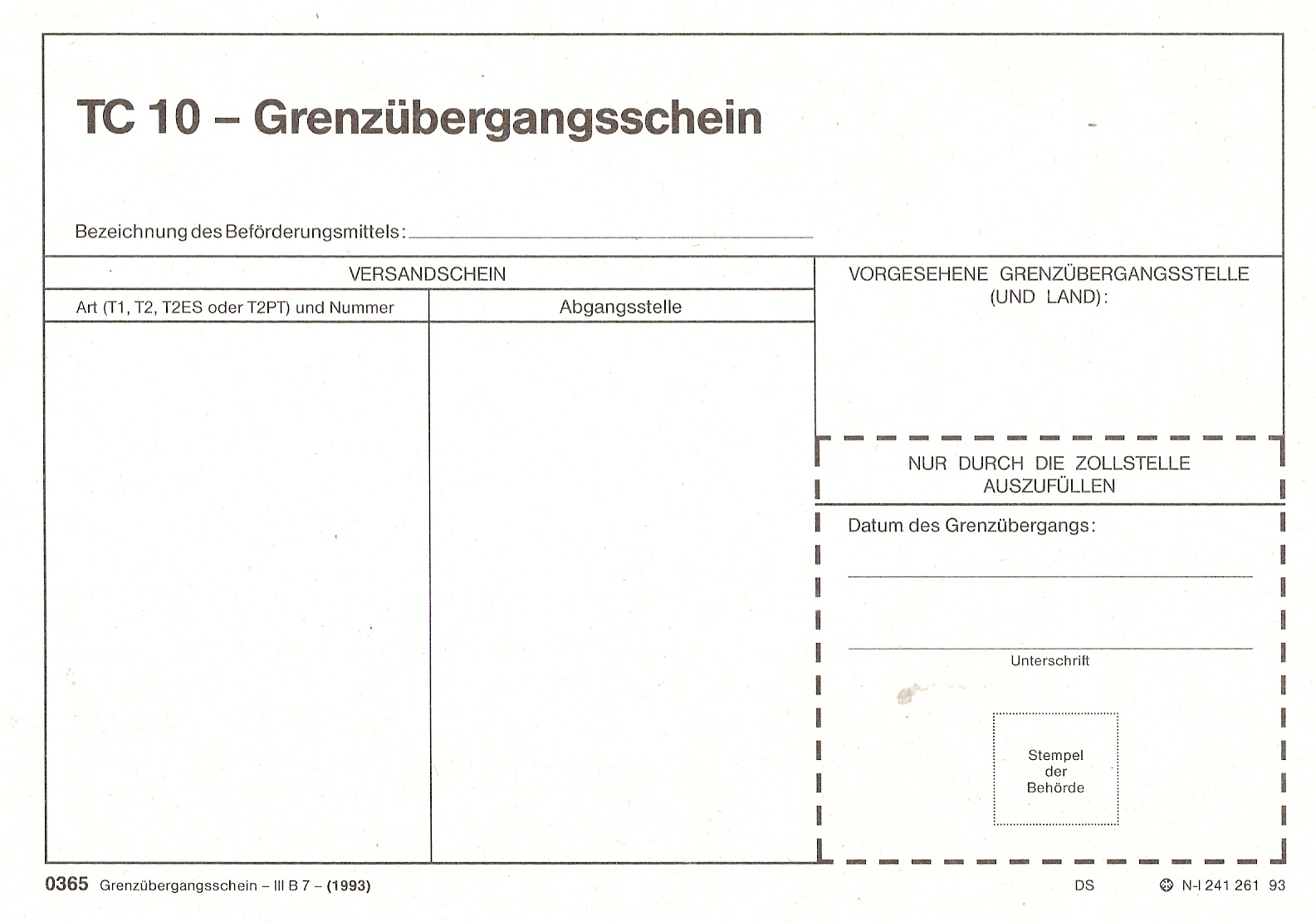
Grenzübergangsschein bis 1993
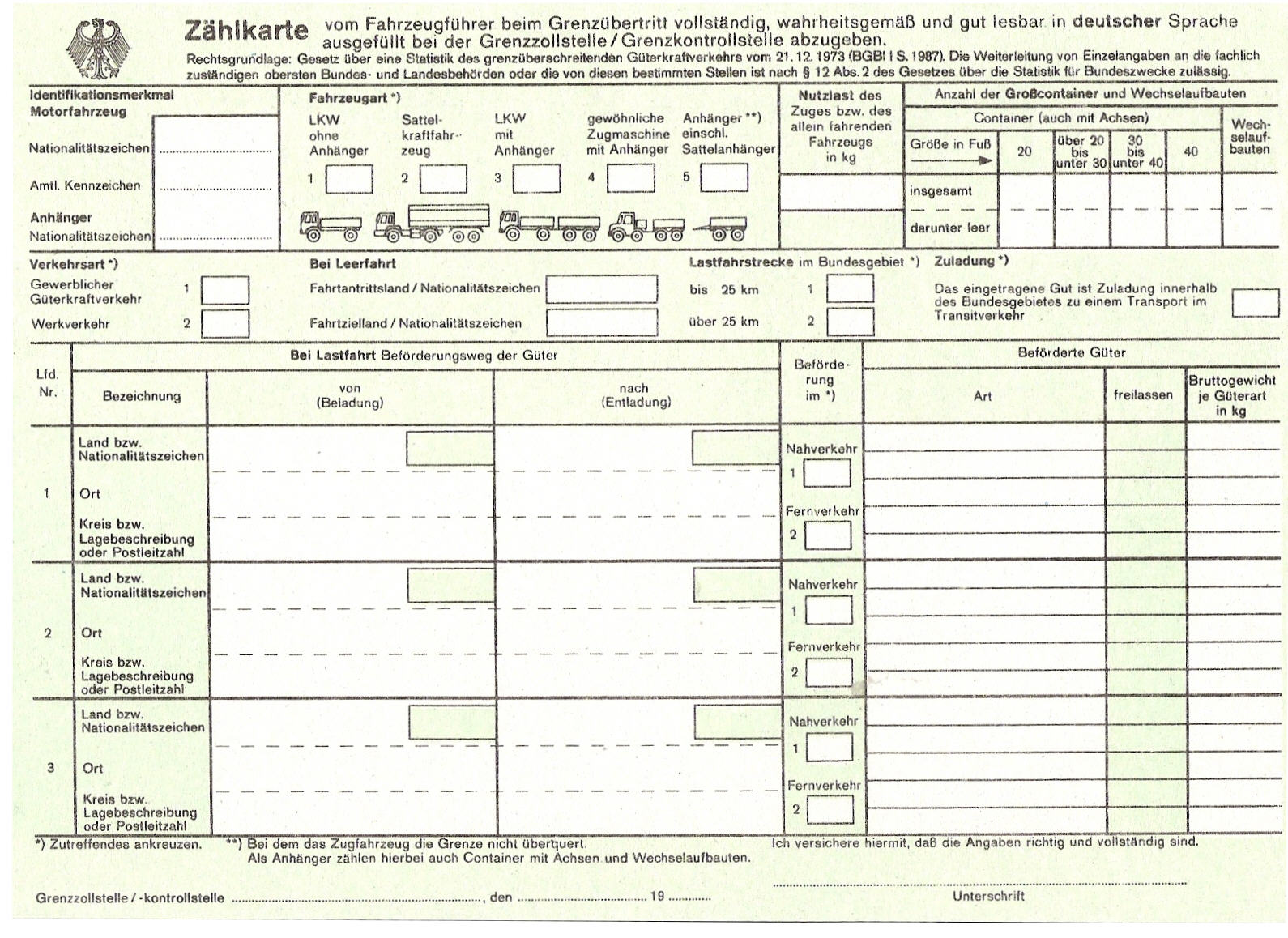
Zählkarte für den Güterverkehr bis 2004
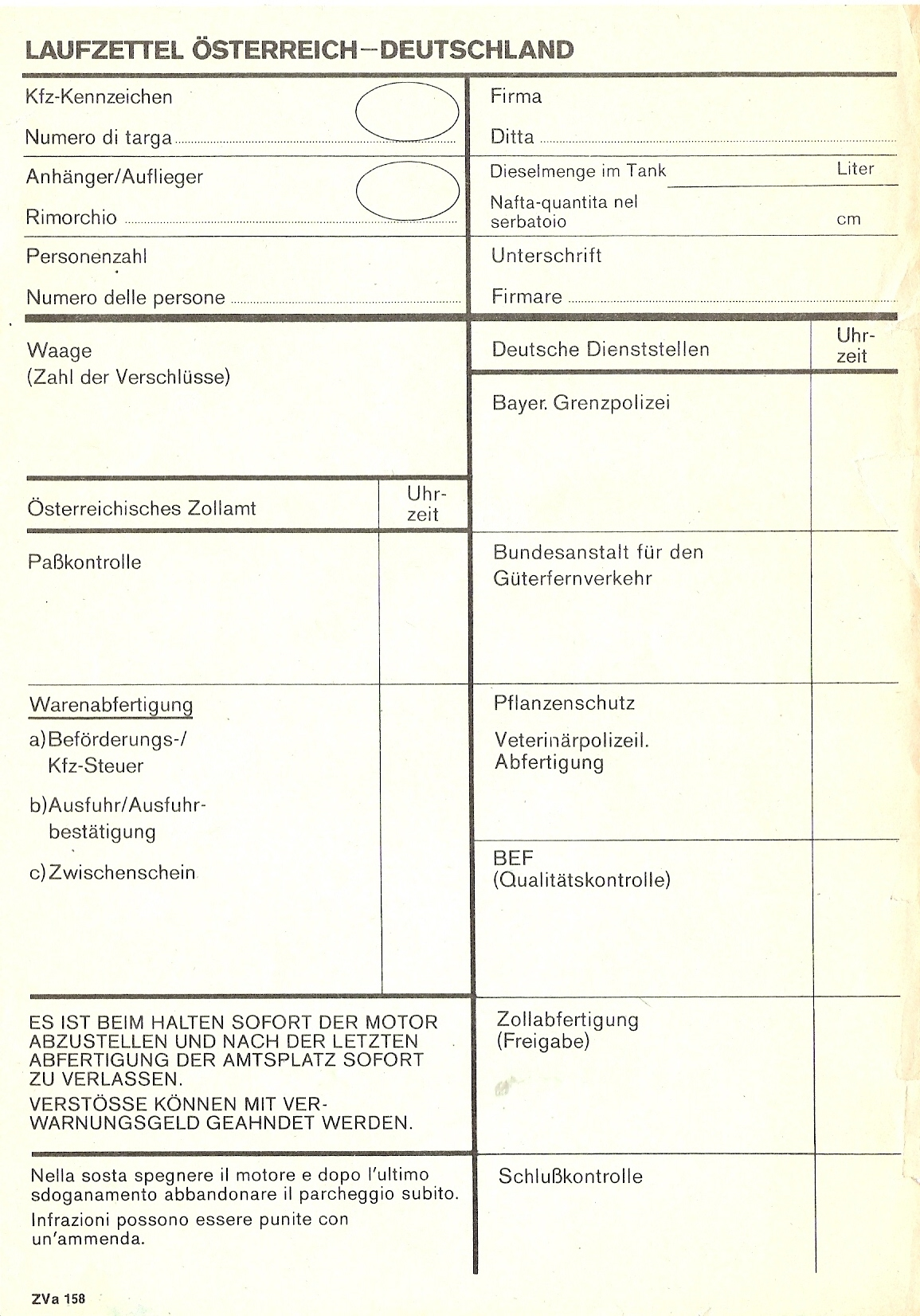
Laufzettel bis 1993 Österreich–Deutschland
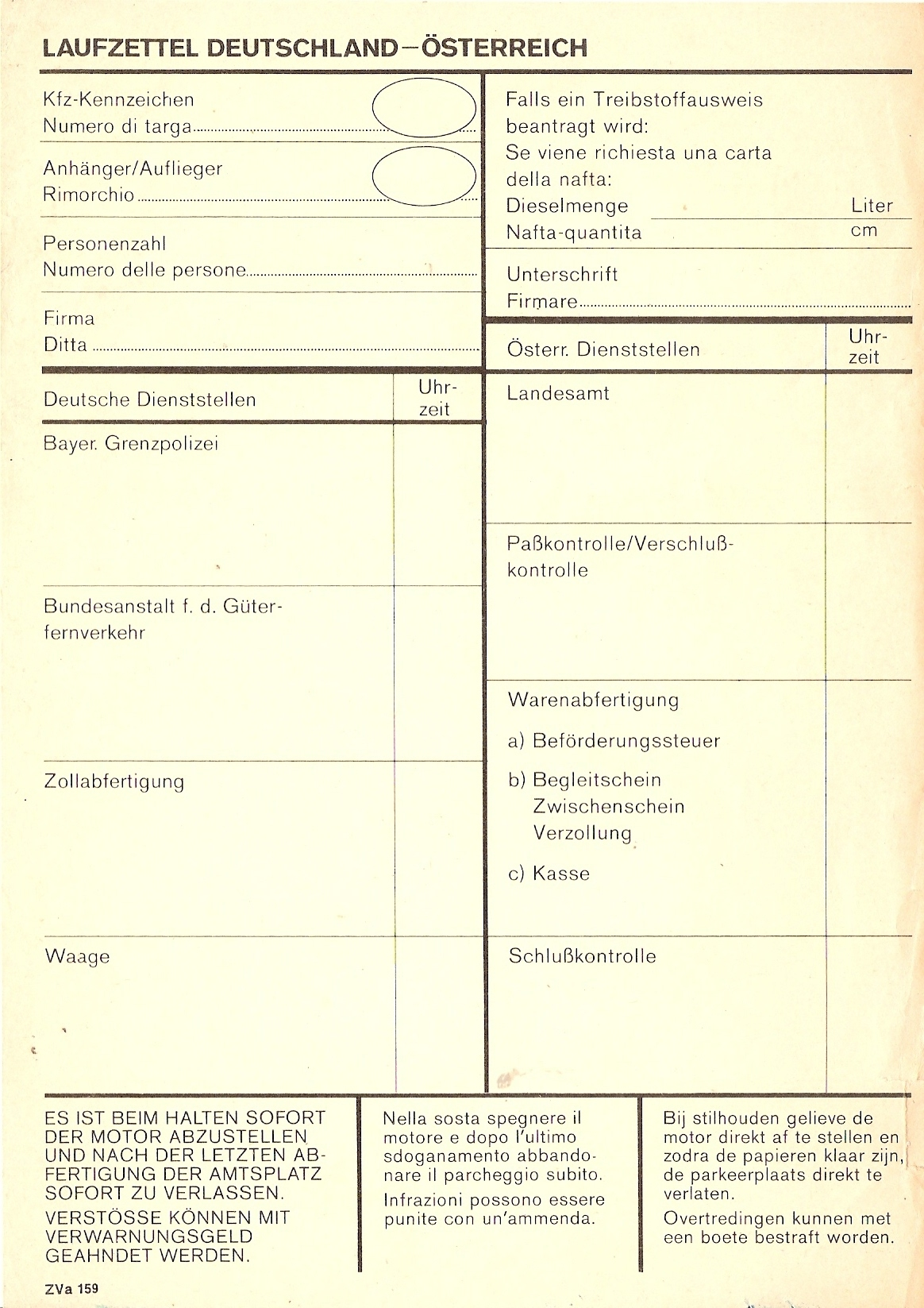
Laufzettel bis 1993 Deutschland–Österreich
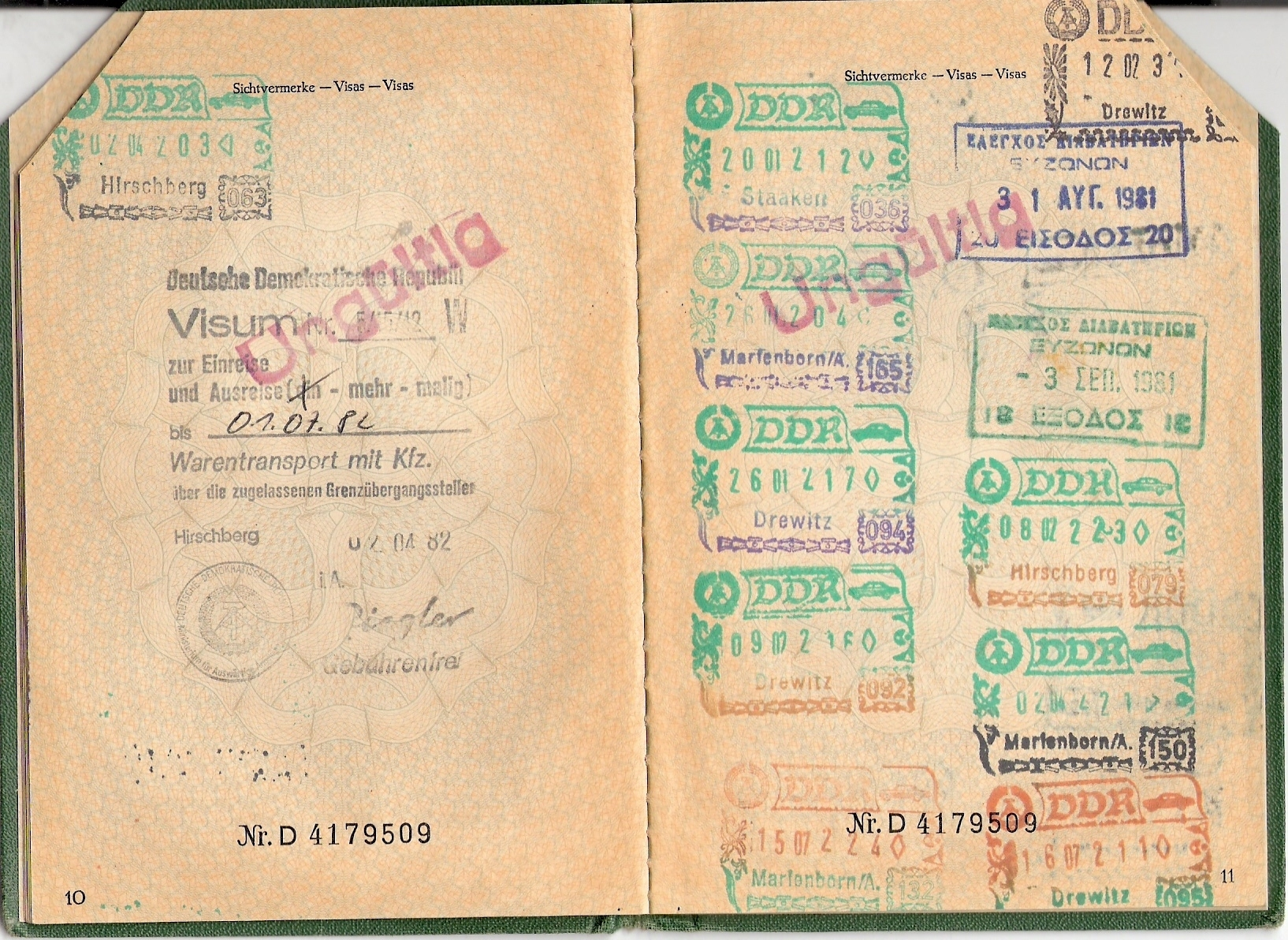
Visa im Reisepass
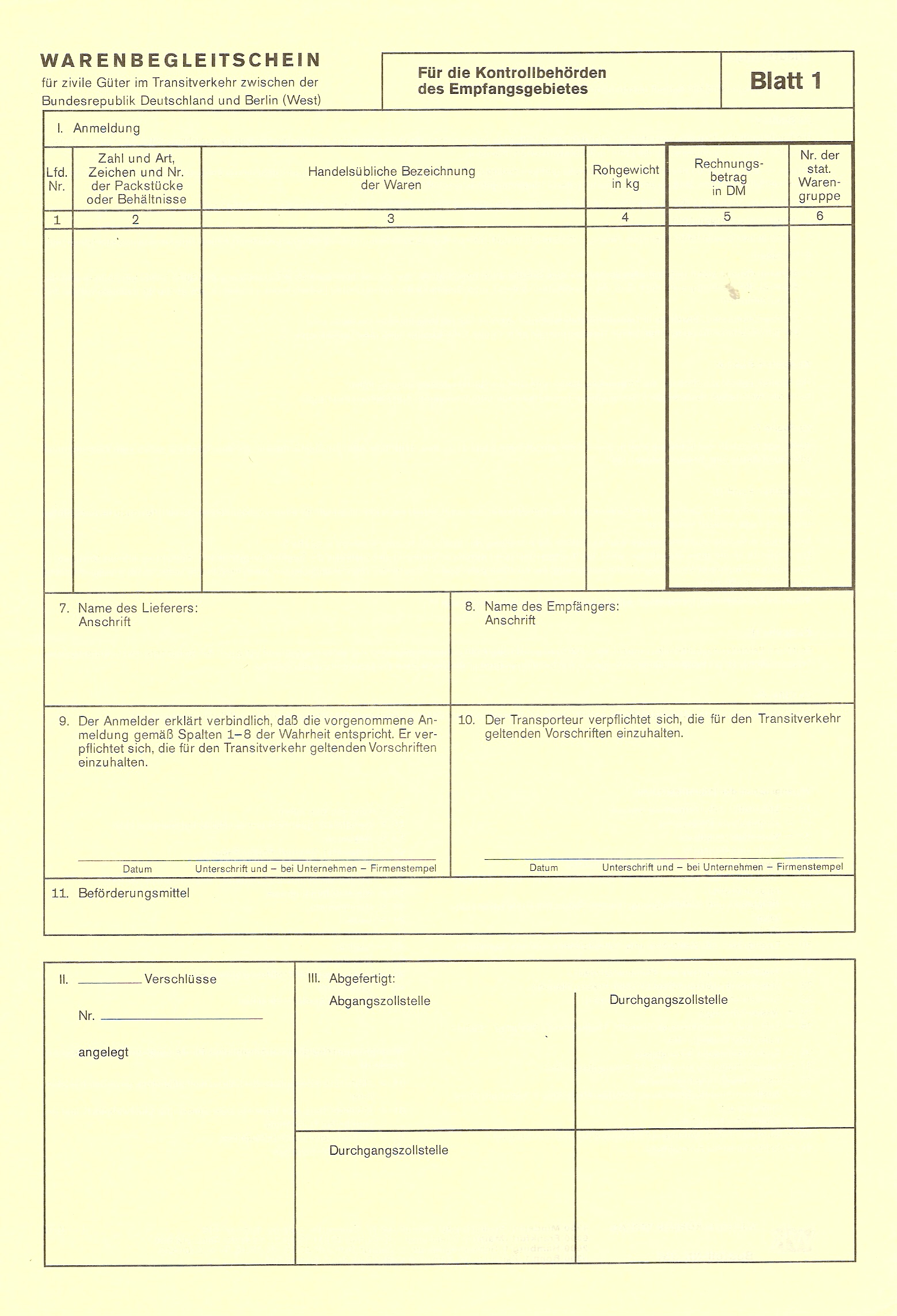
Warenbegleitschein DDR Transit bis 1990
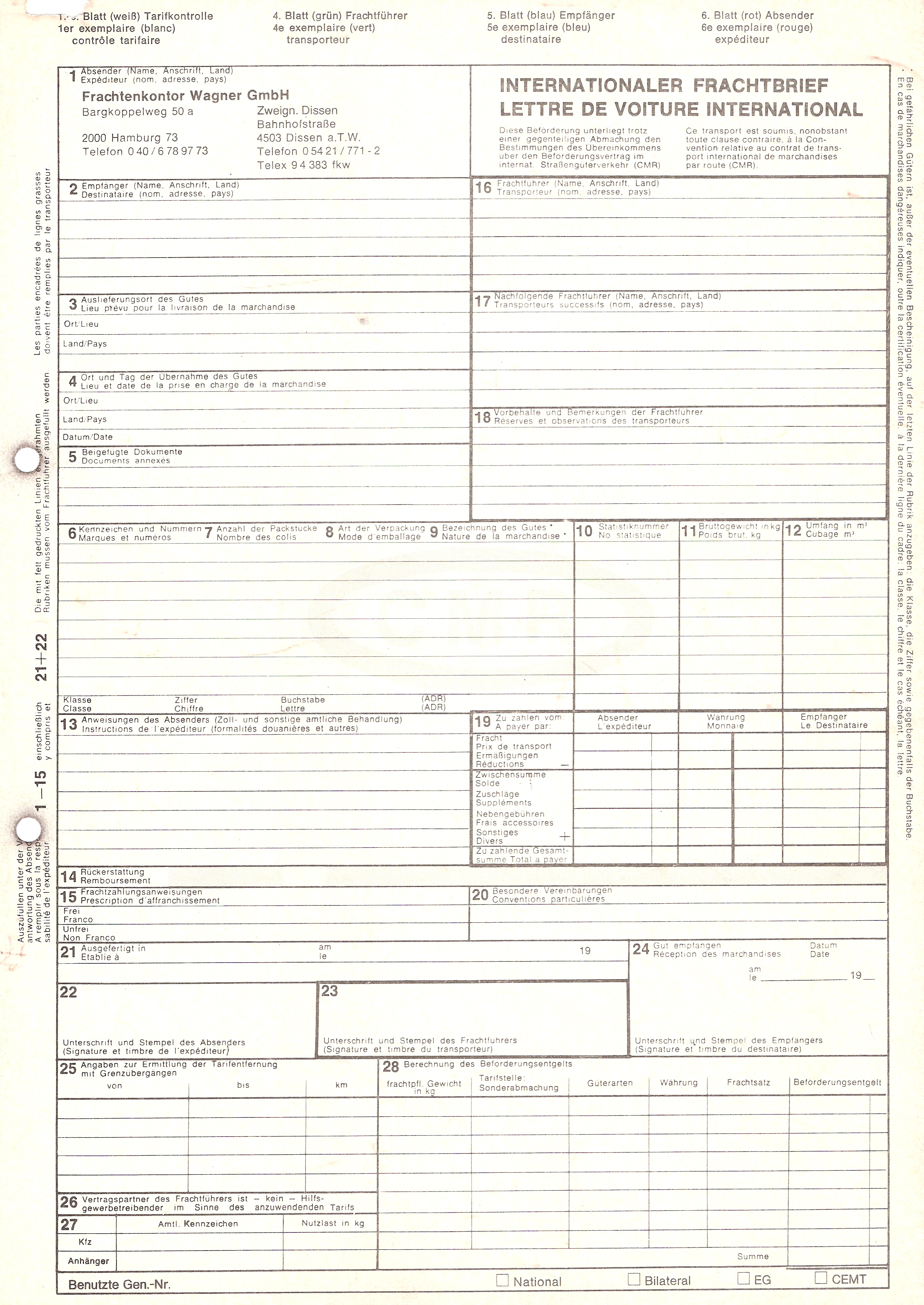
CMR-Frachtbrief für den internationalen Güterkraftverkehr
Carnet TIR (Schild) (Hinweis am LKW)

## Emissionen durch den Güterkraftverkehr

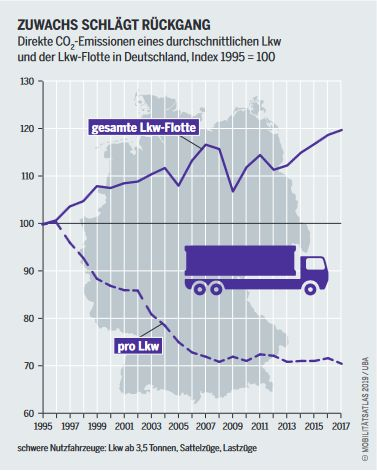
Da der Lkw-Verkehr in Deutschland seit 1995 um 70 Prozent gestiegen ist, sind trotz emissionsärmerer Fahrzeuge die CO_{2}-Emissionen um 20 Prozent gestiegen, Grafik: Bartz/Stockmar, CC BY 4.0

In Deutschland verursacht der Güterverkehr auf der Straße über ein Drittel aller verkehrsbedingten CO2-Emissionen (über 40 Millionen Tonnen). Zwar sind seit Mitte der 1990er Jahre die CO2-Emissionen per LKW deutlich gefallen, doch wurden gleichzeitig immer mehr Güter per LKW befördert. Seit 1970 hat sich in Deutschland die LKW-Transportleistung mehr als verzehnfacht – von zirka 42 Milliarden Tonnenkilometer (1970) auf 491 Milliarden Tonnenkilometer (2017), während beispielsweise der Transport per Schiene ständig zurückging.

## Zielobjekt organisierter Kriminalität
Seit 2006 wurde jeder sechste Lkw-Fahrer innerhalb der EU Opfer eines Ladungsübergriffes mit Frachtraub. Europaweit liegt laut der Vereinigung deutscher Autohöfe (VEDA) der Schaden bei über acht Milliarden Euro (Stand Frühjahr 2016).